# Shinsenzai wakashū
Le Shinsenzai wakashū (新千載和歌集) (Nouvelle collection waka de mille années), parfois abrégé en Shinsenzaishū, un titre qui rappelle le Senzai wakashū, est une anthologie impériale de poésie japonaise du genre waka. Le titre s'oppose au précédent Senzai wakashū. L'anthologie a été complétée en 1359, trois ans après que l'empereur Go-Kōgon l'a ordonnée à la demande d'Ashikaga Takauji, le shogun Ashikaga. Elle a été compilée par Fujiwara no Tamesada, qui a également compilé le Shokugoshūi wakashū, et était membre de l'ancienne et conservatrice école poétique Nijō. La collection comprend 20 rouleaux contenant 2 364 poèmes. Les spécialistes s'accordent à considérer cette collection comme de médiocre qualité mais elle est intéressante en ce qu'elle montre comment le pouvoir se transmet des empereurs aux autorités militaires. Annoncer la collection d'une nouvelle anthologie impériale est traditionnellement le privilège exclusif de l'empereur.

## Poètes présents dans l'anthologie
- Minamoto no Kanemasa